# Perth South
Perth South és una població del sud-oest d'Ontario, Canadà, es troba a la confluència del rius riu Thames d'Ontario i el riu Avon d'Ontario, al Comtat de Perth d'Ontario. La població engloba les comunitats d'Anderson, Avonbank, Ontario, Avonton, Conroy, Flannigan Corners, Harmony, Metropolitan, Rannoch, Science Hill, Sebringville i St. Pauls Station. El Primer ministre del Canadà, Arthur Meighen, nasqué a Anderson, una comunitat de Perth South.

## Demografia
Segons el cens de 2011 de Statistics Canada:
- Població: 3.993
- % Canvi (2001-2006): -3.4
- Àrea (km².): 393.03
- Densitat (persones per km².): 10.2
- Habitants privats per residència: 1.393 (habitants totals: 1456)

tendència de població:
- 2011: 3993
- 2006: 4132
- 2001: 4304 (o 4.299 en els límits vigents el 2006)
- 1996: 4343